# Klaus Wagenbach
Klaus Wagenbach (Tegel, 11 de julio de 1930-Berlín, 17 de diciembre de 2021) fue un editor alemán. Fundó la editorial que lleva su nombre: Verlag Klaus Wagenbach. Tras estar al frente de ella 38 años, en 2002 su tercera mujer, Susanne Schüssler, tomó las riendas editoriales junto con su hija Nina Wagenbach.

## Vida
Fue el segundo hijo de un hombre de negocios y político, Joseph Wagenbach, que estaba casado con una telefonista, Margarete Weibdacker.
Aprendió desde 1949 el oficio de librería en dos importantes editoriales  Suhrkamp y S. Fischer. Su maestro fue Fritz Hirschmann de la Samuel Fischer, y éste le facilitó que fuese adentrándose en la literatura sobre Franz Kafka, después de haberle despertado el interés por la vida del escritor.
A partir de 1951, estudió filología alemana, historia del arte y arqueología en Múnich; luego, se doctoró sobre Franz Kafka, con Wilhelm Emrich, en Fráncfort del Meno. Desde 1957, Klaus Wagenbach fue lector de literatura moderna para el Modernen Buch-Club de Darmstadt, y al finalizar 1959, fue lector de literatura alemana para la editorial S. Fischer en Fráncfort del Meno. 
Con esa base, se trasladó luego a Berlín occidental y fundó en 1964 su propia editorial, con Katharina, su mujer de entonces. Dedicó a Kafka varios y fundamentales libros, con nuevas fuentes, y estuvo en contacto con los escritores alemanes de su generación, así Günther Grass.
Como editor progresista e innovador, apoyó al poeta Erich Fried y fue amigo del editor italiano Giangiacomo Feltrinelli.
En 2010 publicó La libertad del editor, memorias y conferencias.

## Obra
- Franz Kafka. Eine Biographie seiner Jugend 1883–1912. Francke, Berna, 1958. Renovada: Wagenbach, Berlín 2006, ISBN 978-3-8031-3620-6
- Franz Kafka, in Selbstzeugnissen und Bilddokumenten dargestellt von Klaus Wagenbach, Rowohlt, Reinbek bei Hamburg, Oktober 1964. ISBN 3-499-50091-4 (35ª ed. 2001). Tr.: Kafka , Madrid, Alianza, 1981 ISBN 978-84-206-1241-6
- Franz Kafka. Überarbeitete Neuausgabe. Rowohlt, Reinbek, 2002. ISBN 978-3-499-50649-9
- Franz Kafka. Bilder aus seinem Leben. Wagenbach, Berlín, 1983 (reed. Berlín 1995, ISBN 978-3-8031-3547-6). Tr.: Franz Kafka: imágenes de su vida, Galaxia Gutenberg, 1998 ISBN 978-84-8109-216-5
- Kafkas Prag. Ein Reiselesebuch. Wagenbach, Berlín 1993, ISBN 978-3-8031-1141-8 . Tr.: La Praga de Kafka, Quinteto, 2008 ISBN 978-84-9711-073-0
- Der Verlag Klaus Wagenbach. Wie ich hineinkam und wie er zwischen 1965 und 1980 aussah. En: Rita Galli (ed.), Ausgerechnet Bücher. Einunddreissig verlegerische Selbstporträts, Ch. Links Verlag, Berlín 1998, ISBN 3-86153-167-4, S. 96 - 105, (Online-Quelle).
- Die Freiheit des Verlegers; Erinnerungen, Festreden, Seitenhiebe, Wagenbach, Berlín, 2010, ISBN 978-3-8031-3632-9

## Como editor (selección)
- Atlas. Deutsche Autoren über ihren Ort. Wagenbach, Berlín 1965; renovada en Berlín 2004, ISBN 978-3-8031-3188-1
- Kafka-Symposion. Wagenbach, Berlín 1965 (En bolsillo: dtv, Munich 1969)
- Tintenfisch – Jahrbuch für Literatur Wagenbach, t. 1 ss, Berlín 1968 y ss.
- Vaterland, Muttersprache. Deutsche Schriftsteller und ihr Staat von 1945 bis heute. Wagenbach, Berlín, 1979. Renovado en 2004, ISBN 978-3-8031-3110-2
- Italienische Liebesgeschichten. Wagenbach, Berlín, 1991, ISBN 978-3-8031-1125-8
- Deutsche Orte. Wagenbach, Berlín, 1991
- Amore! oder Der Liebe Lauf. Wollust, Seitenpfade, Irr- und Unsinn. Wagenbach, Berlín, 1996, ISBN 978-3-8031-1160-9
- Wie der Hund und der Mensch Freunde wurden. Italienische Kindergeschichten. Wagenbach, Berlín, 1999, ISBN 978-3-8031-1181-4
- Nach Italien! Anleitung für eine glückliche Reise Wagenbach, Berlín, 2000, ISBN 978-3-8031-1188-3
- Die weite Reise. Mittelmeergeschichten. Wagenbach, Berlín 2002, ISBN 978-3-8031-2432-6
- Franz Kafka. Ein Lesebuch (mit Bildern). Rowohlt (rororo nº 23444), Reinbek 2003, ISBN 978-3-499-23444-6
- Mein Italien, kreuz und quer, Wagenbach, Berlín, 2004, ISBN 978-3-8031-3192-8
- Warum so verlegen? Über die Lust an Büchern und ihre Zukunft. Almanaque aniversario. Wagenbach, Berlín, 2004, ISBN 978-3-8031-2487-6

## Sobre Wagenbach
- Michael Krüger: Ein unverbesserlicher Optimist. Zum sechzigsten Geburtstag des Verlegers und Kafka-Forschers Klaus Wagenbach. En: FAZ, 11 de junio de 1990.
- Inge Feltrinelli: Wir tanzten auf allen Festen. Listig und frei: Zum 80. Geburtstag des Verlegers Klaus Wagenbach. In: Die Zeit, 8 de julio de 2010.
- Heinrich von Berenberg: Bilanzen studieren? Gedichte lesen!  En: Der Tagesspiegel, 11 de julio de 2010.

## Premios
- 1979: Deutscher Kritikerpreis
- 1985: Premio Montecchio
- 1990: Premio Nazionale per la Traduzione
- 1990: Bundesverdienstkreuz
- 2001: Bundesverdienstkreuz Erster Klasse
- 2001: Großes Bundesverdienstkreuz[6]
- 2002: Ritter der französischen Ehrenlegion[7]
- 2006: Ehrenpreis des österreichischen Buchhandels für Toleranz in Denken und Handeln
- 2006: Rahel-Varnhagen-von-Ense-Medaille.
- 2010: Kurt Wolff Stiftung.

## Enlaces
- Bibliografía relacionada con Klaus Wagenbach en el catálogo de la Biblioteca Nacional de Alemania.
- «Biografía y colección de reseñas». Perlentaucher (en alemán).
- „Aus ganzem Herzen links“, Berliner Zeitung, 11 de julio de 2005 „Zum 75. Geburtstag des Begründers der Toscana-Fraktion und unabhängigen Berliner Verlegers.“
- „Die Diktatur des Lektorats.“ Retrato de Klaus-Wagenbach por Günter Kaindlstorfer, [Der Standard, 14 de agosto de 1992

## Entrevistas
- [http://archiv.tagesspiegel.de/drucken.php?link=archiv/10.07.2005/1904530.asp (enlace roto disponible en Internet Archive; véase el historial, la primera versión y la última). „Otto ist der Beste“], Der Tagesspiegel, 10 de julio de 2005
- »Kritische Ausgabe. Zeitschrift für Germanistik & Literatur« Archivado el 24 de julio de 2020 en Wayback Machine., Nr. 2, 2004, hrsg. vom Germanistischen Seminar der Universität Bonn im Interview mit Wagenbach:
„Kafkas dienstälteste, lebende Witwe“ spricht über Langzeitstudenten im 28. Semester, das Verlegen, die Dominikanische Republik, Glenn Miller und über die Germanistik im „entnazifizierten“ Deutschland der 50er Jahre. (PDF)
- [http://www.arte.tv/de/suche/1459762.html (enlace roto disponible en Internet Archive; véase el historial, la primera versión y la última). „Warum sollte man heute Kafka lesen?“] arte, enero de 2007
- „Dieser kleine Finger ist weiblich“, Der Tagesspiegel, 14 de junio de 2010

- Datos: Q104603
- Multimedia: Klaus Wagenbach / Q104603